# Festival de la Canción de Eurovisión Junior 2021
El XIX Festival de la Canción de Eurovisión Junior fue la decimonovena edición del Festival de la Canción de Eurovisión Junior. Se llevó a cabo en el auditorio La Seine musicale en Francia, ya que Valentina Tronel consiguió la victoria con su canción J'Imagine en la edición de 2020, con un total de 200 puntos.
Este fue el primer festival realizado en Francia tras 1999, cuando se llevó a cabo el Festival Eurovisión de Jóvenes Bailarines en la ciudad de Lyon, el primer festival celebrado en París desde 1989, donde también tuvo lugar el Festival de Jóvenes Bailarines, y el primer festival de la canción en la ciudad de la luz desde la celebración del Festival de 1978. Esta edición se caracteriza por volver a contar entre sus participantes con una mayor cantidad de países en competición, siendo un total de 19. Entre ellos destacan los retornos de Bulgaria, Italia, Irlanda, Albania, Armenia, Azerbaiyán, Macedonia del Norte y Portugal, todos ellos retirados en ediciones anteriores a causa de la pandemia de la Covid-19 que azotó Europa y el mundo entero en 2020. El año anterior el certamen no se celebró en un lugar fijo, sino que para preservar la salud de los concursantes y de los asistentes cada delegación envió un vídeo de la actuación desde un estudio de su cadena correspondiente, evitando así los viajes al extranjero y los posibles contagios de Covid-19.
La parte negativa de la edición viene servida por la retirada forzosa de Bielorrusia, cuya televisión nacional ha sido expulsada fulminantemente de la Unión Europea de Radiodifusión y los no-retornos de Gales y Australia por razones internas y de reestructuración de los entes públicos de ambos territorios. Tras la esperada victoria de la delegación francesa en el atípico festival júnior de 2020, las maquinarias no han parado de funcionar para el que festival se pudiera llevar a Francia de la mejor y más espectacular forma posible.
Esta edición del festival está pensada para celebrarse con una cierta normalidad ya que se prevé que para finales de año una gran cantidad de población esté vacunada. Es por ello que, si la situación sanitaria y de vacunación lo permite, todos los países podrán viajar hasta París y realizar un festival más parecido a los pre-pandémicos. La UER trabaja con varios escenarios para posibilitar la celebración del festival, desde el escenario A con un festival sin medidas sanitarias, pasando por el B, parecido a Róterdam 2021 y el C, con algunas actuaciones pregrabadas. Alexandra Redde-Amiel, jefa de la delegación francesa y productora ejecutiva del show ha confirmado que en esta edición no se usarán los live on tape o actuaciones pregrabadas, ya que en ediciones anteriores no han resultado todo lo productivos que deberían.
En caso de contagio de un participante se usará el vídeo grabado de un ensayo, en caso de que el participante haya ensayado ya, o bien de los videos musicales si el participante todavía no ha tenido contacto con el escenario de La Seine Musicale. Desde la organización ven esta posibilidad como muy remota por el estricto control sanitario y de contagios que se llevará a cabo durante los diez días de competición.

## Organización

### Sede del festival
El concurso tendrá lugar en París, Francia, después de la victoria del país en la edición de 2020 con la canción «J'Imagine», interpretada por Valentina Tronel. Será la octava vez que el concurso se realice en el país ganador del año anterior. El festival se realizará en La Seine Musicale, centro dedicado a la música y a las artes escénicas localizado en la llamada "Isla Senguín", porción de tierra de 11,5 hectáreas. Cuentan los antiguos que esta isla en otro tiempo fue propiedad de Luis XV, quien la adquirió como un patio de recreo para sus hijas. Más tarde se vendió a una empresa de lavandería, luego se convirtió en propiedad estatal después de la Revolución Francesa. Tras cambiar de manos varias veces, hubo aquí una fábrica de Renault, inaugurada en 1929 y que cubría prácticamente toda la isla. El último automóvil producido por dicha fábrica fue un Renault 5 Supercinq de 1992. La fábrica permaneció inactiva hasta 2005, cuando todos los edificios fueron demolidos y sustituidos por un proyecto cultural de gran envergadura diseñado por el arquitecto Jean Nouvel. El espacio principal de la isla, La Seine Musicale, se inauguró el 22 de abril de 2017.
Este complejo se creó con el objetivo de rivalizar en cuanto a belleza con la Torre Eiffel o el Centro Pompidou, pero también tenía que satisfacer las preocupaciones ambientales contemporáneas y responder al uso público y ser un espacio de ocio para todos los habitantes de la ciudad. Dentro del auditorio podemos encontrar una atmósfera cálida y orgánica en contraste con el aspecto más bien futurista de su exterior. Todo el techo del recinto está construido a través de pequeños trozos tubulares de madera, cartón y tubos de papel colocados específicamente en el techo para mejorar la acústica. El nombre del recinto vincula la música, un arte que es capaz de tocar nuestras almas y las une en cada concierto, en este caso unirá (con suerte) a una veintena de países europeos en su representación eurovisiva.  También los une con el río Sena, que da forma a la región parisina. Por este recinto han pasado estrellas de la talla de Bob Dylan y se han interpretado musicales del calibre de West Side Story.

### Horario del festival
El 22 de agosto de 2021, televisión pública holandesa, AVROTROS, adelantó, en uno de sus carteles promocionales para su tour escolar de la preselección holandesa para el festival, que el certamen de Eurovisión Junior 2021 volvería a emitirse en su horario habitual, el de las cuatro de la tarde como se realizó en 2016, 2017, 2018 y 2019, adelantando así en una hora a la emisión del certamen de 2020 que comenzó a las 17:00h. El 4 de octubre la organización del festival confirmó que el festival se emitiría a las 16:00 CET, volviendo así al horario de 2016 a 2019. El programa tendrá, como en 2019 una duración aproximada de entre dos horas y cuarto y dos horas y media.. La edición de Varsovia 2020 comenzó a las 17:00h CET de la tarde y duró poco menos de dos horas debido al bajo número de países participantes.

### Fase de licitación y selección de ciudad anfitriona
El 9 de diciembre de 2020, la UER confirmó que Francia, habiendo ganado el concurso de 2020, albergaría el concurso de 2021. La jefa de delegación francesa, Alexandra Redde-Amiel, había declarado anteriormente que France Télévisions deseaba acoger el concurso. El 20 de mayo de 2021, durante la rueda de prensa de France Télévisions y la UER, se confirmó que el concurso se celebraría en la ciudad de París. Será la segunda vez consecutiva que el concurso se realice en una ciudad capital.

### Identidad visual
Los anfitriones de Eurovisión Junior, France TV, y la UER dieron a conocer el 24 de agosto el logotipo oficial y el diseño gráfico que identificará la 19.ª versión de Eurovisión Junior que tendrá lugar el próximo diciembre en París. Tres son las inspiraciones básicas de este magnífico logotipo, la imaginación, las navidades, fechas en las que celebrará el festival, y París, con la Torre Eiffel como protagonista. Asimismo, el lema «Imagine», no solo es el eslogan del concurso, sino una invitación a soñar: tener la cabeza en las nubes, mirar hacia el cielo y viajar a la velocidad de la luz. Desde Julio Verne hasta el astronauta Thomas Pesquet (ambos franceses, por supuesto), el cohete siempre ha sido una forma de tocar las estrellas y representar la imaginación. El momento en el que se celebra el concurso también es importante para el diseño: dado que las festividades estarán en pleno apogeo en Francia, la obra de arte se asemeja a un árbol de Navidad tradicional y es un símbolo de magia, maravilla, alegría y generosidad. París es la ciudad del amor y la luz. Hay más que un parecido pasajero con el parisino más famoso de todos, la Torre Eiffel.

### Entradas para el concurso
La jefa de delegación francesa para el festival confirmó el 29 de octubre, que las entradas para Eurovisión Junior saldrán a la venta miércoles, 3 de noviembre. Las entradas podrán comprarse a través de la página oficial de La Seine Musicale. Las entradas, que se venderán para los ensayos del sábado 18 de diciembre, y el festival en directo del domingo 19 de diciembre tendrán unos precios a partir de 29 euros según la localización en la que se encuentren y el evento para el que se compren las mismas. La intención a día de hoy es cubrir el aforo completo, pero todo dependerá de la evolución de la pandemia de la Covid-19 en las próximas semanas, de la que dependerá que todas las entradas puedan salir o no para ser adjudicadas. La idea inicial es vender aproximadamente unas 3.250 entradas, de las cuales 1.000 irían destinadas para el público situado en la pista frente al escenario, mientras que las restantes serán para las personas que se sentarán en las gradas. Los espectadores colocados en la pista central podrían estar también sentados como medida de precaución y protección, reduciendo el número de aerosoles en el ambiente, esas partículas que podrían verter en el caso de que estuviesen bailando de pie. Sin embargo, esto es otro de los aspectos que siguen en valoración todavía.

### Escenario y "Green Room"

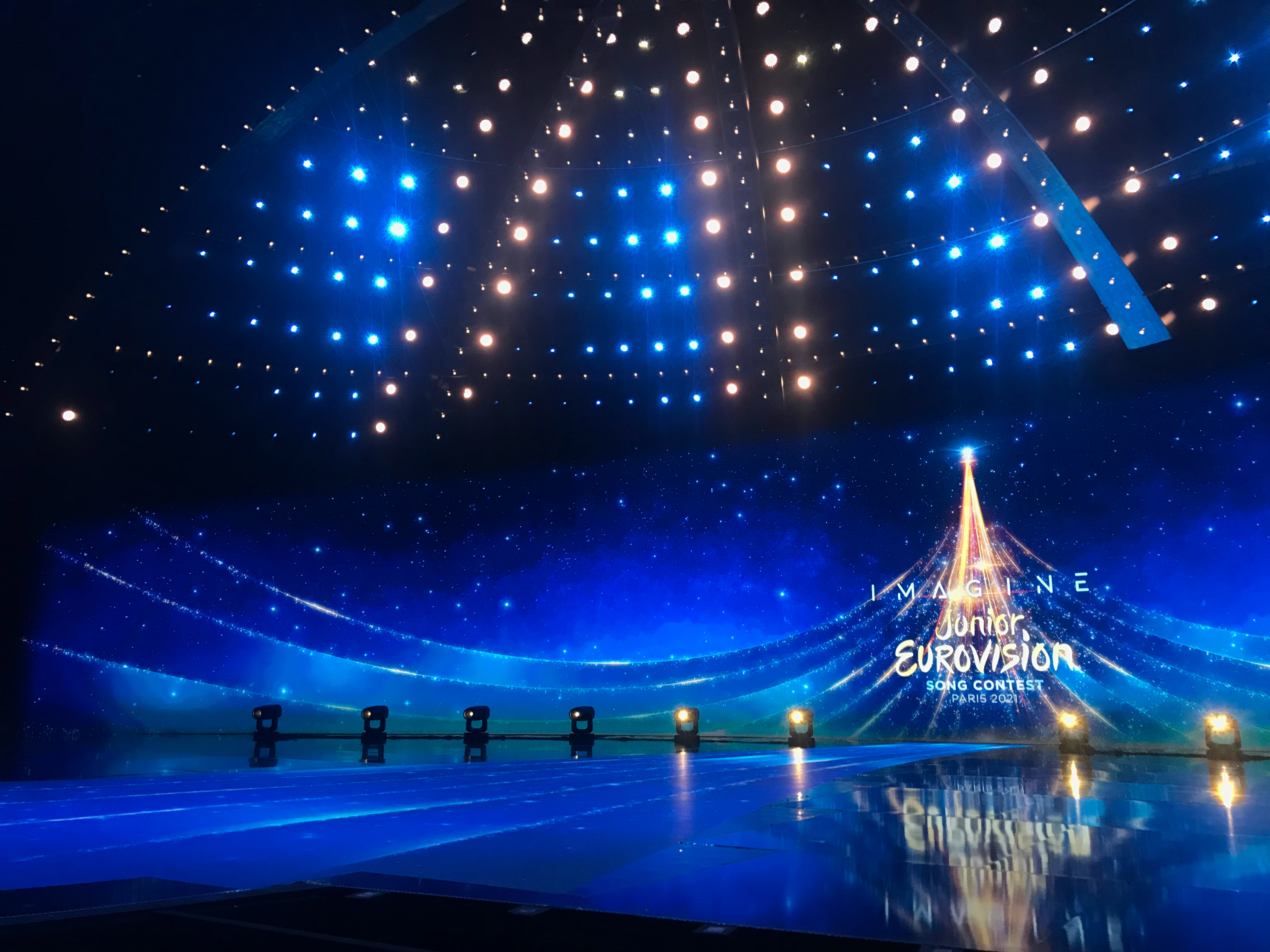
El escenario del certamen.

La Unión Europea de Radiodifusión junto con la televisión anfitriona France 2 presentaron el escenario del certamen el 19 de octubre. Este se compone de una parte central con un suelo de LED que termina en una pasarela pronunciada que une el escenario central con el público presente en el recinto. Una gran pantalla de LED se sitúa en la parte trasera del mismo, coronada por un gran despliegue luminotécnico que recuerda a Sofía 2015 o Lisboa 2018. El escenario evocará los famosos pequeños salones que darán la bienvenida a los artistas después de su actuación, y que se ubicará en los puentes que se pueden ver en el jardín y en el patio. Un puente que evoca el Puente de Alejandro III. El diseño es obra de Miguel Hernando. El escenario tiene 20 metros de largo, 30 metros de ancho, con una superficie de 375 m² de pantalla curva y una pantalla principal de 7 metros de altura.

### Voluntariado de la organización
La selección de los candidatos se realizó a través de diferentes organizaciones subcontratadas, las cuales se están encargando de encontrar los diversos perfiles requeridos para la ocasión. Por supuesto, el pasaporte de vacunación Covid será requisito obligatorio para poder formar parte del equipo de voluntarios. Las personas interesadas, deben tener total disponibilidad entre los días 6 y 20 de diciembre, en jornada diaria completa de 8 de la mañana a 20h de la tarde. Además, deben acreditar competencia lingüística bilingüe en inglés y francés, aunque también se necesitan personas trilingües que dominen los idiomas de los países participantes, los cuales se encargarán de acompañar a las respectivas delegaciones.
Los candidatos seleccionados tendrán que costearse su propio alojamiento y únicamente recibirán gratuitamente las comidas, que correrán a cargo de los organizadores. Como es habitual, la inscripción es totalmente voluntaria, siendo conscientes que su labor no percibirá ninguna remuneración y cuyo único fin es poder enriquecer el propio currículum al formar parte de un gran evento de tales características.
Sin embargo, France Télévisions tiene la intención de otorgar una pequeña gratificación a todos los voluntarios, sin especificar si será económica o de otra índole. Entre las ocupaciones de los voluntarios estarán las de recibir a las delegaciones desde su llegada al aeropuerto y estar siempre junto a ellas, acompañándolas y guiándolas en su traslado al recinto, escenario y hotel que estará ubicado en Boulogne-Billancourt, al oeste de París. El día del festival además, les acompañarán en todo momento en un espacio provisto detrás del escenario. Los escogidos deberán asistir a una entrevista y preparación telefónica previa que se realizará entre el 6 y el 12 de diciembre de 2021. Mientras que el sábado 11 de diciembre todos los voluntarios deberán asistir a una reunión informativa conjunta.

### Artistas invitados
La obertura de la gala correrá a cargo del dueto Ofenbach, que realizará el tradicional “Flag Parade” con un remix que nararrá los últimos 50 años de la música francesa y sus grandes éxitos comerciales y melódicos. Con más de mil millones de streams y 350 millones de visitas en Youtube, 16 sencillos de platino y 15 sencillos de oro se trata de uno de los duetos más importantes del panorama musical francés. Han realizado más de 250 shows, 3 giras europeas, 2 en EE.UU. y una en Asia. César Laurent de Rumel y Dorian Lauduique se conocieron en la escuela (asistieron a la misma universidad) e inmediatamente compartieron la pasión por la música.
El programa contará con dos actuaciones muy especiales, por un lado Valentina dirá adiós a su reinado eurovisivo con una versión de lo más navideña de su “J’Imagine” que le llevó al triunfo en Varsovia el año pasado. Redde-Amiel también ha confirmado que la idea de llevar Eurovisión Junior a la Navidad fue acogida de buen grado en el seno de la UER y, posiblemente perdure en los próximos años. La otra actuación especial de la noche vendrá de la mano del segundo puesto de Eurovisión 2021, Barbara Pravi, que interpretará una versión de lo más “chic” de su Voilá. La canción grupal de este año será otro de los actos especiales de la velada. El tema se llamará “Imagine” y será estrenado en plataformas digitales el próximo 19 de noviembre. Los beneficios irán destinados a UNICEF y tratará sobre la protección y los derechos de la infancia, vulnerados sistemáticamente en muchos países de nuestro entorno. Se ha confirmado que las postales de este año se basarán en monumentos y el patrimonio francés con bailes y coreografías realizados en tales entornos.

## Países participantes
De los 16 países fundadores, en esta edición participarán cinco de ellos: España, Macedonia del Norte, Malta, Países Bajos y Polonia.

### Canciones y selección
| País y TV anfitriona    | Título original de la canción                 | Artista                             | Proceso y fecha de selección                                                     |
| País y TV anfitriona    | Traducción al español                         | Idiomas                             | Proceso y fecha de selección                                                     |
| ----------------------- | --------------------------------------------- | ----------------------------------- | -------------------------------------------------------------------------------- |
| Albania RTSH            | «Stand By You»                                | Anna Gjebrea                        | Junior Fest, 23-10-2021                                                          |
| Albania RTSH            | «De pie por ti»                               | Albanés e inglés                    | Junior Fest, 23-10-2021                                                          |
| Alemania ARD/ZDF        | «Imagine Us»                                  | Pauline                             | Wer fährt nach Paris?, 10-09-2021                                                |
| Alemania ARD/ZDF        | «Imagínanos»                                  | Alemán e inglés                     | Wer fährt nach Paris?, 10-09-2021                                                |
| Armenia AMPTV           | «Qami Qami» («Քամի Քամի»)                     | Maléna                              | Selección interna, 17-11-2021 (Presentación de la canción, 19-11-2021)           |
| Armenia AMPTV           | «Viento, viento»                              | Armenio e inglés                    | Selección interna, 17-11-2021 (Presentación de la canción, 19-11-2021)           |
| Azerbaiyán İctimai      | «One of Those Days»                           | Sona Azizova                        | Selección interna, 16-08-2021 (Presentación de la canción, 17-11-2021)           |
| Azerbaiyán İctimai      | «Uno de aquellos días»                        | Azerí e inglés                      | Selección interna, 16-08-2021 (Presentación de la canción, 17-11-2021)           |
| Bulgaria BNT            | «Voice Of Love»                               | Denislava & Martin                  | Selección interna 8-11-2021 (Presentación de la canción, 13-11-2021)             |
| Bulgaria BNT            | «La voz del amor»                             | Búlgaro e inglés                    | Selección interna 8-11-2021 (Presentación de la canción, 13-11-2021)             |
| España RTVE             | «Reír»                                        | Levi Díaz                           | Selección interna, 16-09-2021 (Presentación de la canción, 18-10-2021)           |
| España RTVE             | —                                             | Español                             | Selección interna, 16-09-2021 (Presentación de la canción, 18-10-2021)           |
| Francia FTV             | «Tic Tac»                                     | Enzo                                | Selección interna, 22-10-2021                                                    |
| Francia FTV             | —                                             | Francés                             | Selección interna, 22-10-2021                                                    |
| Georgia GPB             | «Let's Count the Smiles»                      | Niko Kajaia                         | Ranina 2021, 13-10-2021 (Presentación de la canción, 14 de noviembre 2021)       |
| Georgia GPB             | «Contemos las sonrisas»                       | Georgiano, inglés y francés         | Ranina 2021, 13-10-2021 (Presentación de la canción, 14 de noviembre 2021)       |
| Irlanda TG4             | «Saor (Disappear)»                            | Maiú Levi Lawlor                    | Junior Eurovision Éire 2021, 17-10-2021 (Presentación de la canción, 16-11-2021) |
| Irlanda TG4             | «Libre (Desaparecer)»                         | Irlandés, inglés y francés          | Junior Eurovision Éire 2021, 17-10-2021 (Presentación de la canción, 16-11-2021) |
| Italia RAI              | «Specchio (Mirror On The Wall)»               | Elisabetta Lizza                    | Selección interna, 11-11-2021 (Presentación de la canción, (12-11-2021)          |
| Italia RAI              | «Espejo»                                      | Italiano e inglés                   | Selección interna, 11-11-2021 (Presentación de la canción, (12-11-2021)          |
| Kazajistán Khabar       | «Ertegı Älemı (Fairy World)» («Ертегі әлемі») | Alinur Khamzin & Beknur Zhanibekuly | Final Nacional, 6-11-2021                                                        |
| Kazajistán Khabar       | «Mundo de hadas»                              | Kazajo y francés                    | Final Nacional, 6-11-2021                                                        |
| Macedonia del Norte MRT | «Green Forces»                                | Dajte Muzika                        | Selección interna, 11-10-2021 (Presentación de la canción, (12-11-2021)          |
| Macedonia del Norte MRT | «Fuerzas Verdes»                              | Macedonio e inglés                  | Selección interna, 11-10-2021 (Presentación de la canción, (12-11-2021)          |
| Malta PBS               | «My Home»                                     | Ike & Kaya                          | MJESC, 16-10-2021                                                                |
| Malta PBS               | «Mi Hogar»                                    | Inglés                              | MJESC, 16-10-2021                                                                |
| Países Bajos AVROTROS   | «Mata Sugu Aō Ne» («またすぐ会おうね»)        | Ayana                               | Junior Songfestival, 25-09-2021                                                  |
| Países Bajos AVROTROS   | «Hasta pronto»                                | Neerlandés, inglés y japonés        | Junior Songfestival, 25-09-2021                                                  |
| Polonia TVP             | «Somebody»                                    | Sara James                          | Szansa na Sukces - Eurowizja Junior, 26-09-2021                                  |
| Polonia TVP             | «Alguien»                                     | Polaco e inglés                     | Szansa na Sukces - Eurowizja Junior, 26-09-2021                                  |
| Portugal RTP            | «O Rapaz»                                     | Simão Oliveira                      | The Voice Kids Portugal 19-04-2021 (Presentación de la canción, 12-11-2021)      |
| Portugal RTP            | «El joven»                                    | Portugués                           | The Voice Kids Portugal 19-04-2021 (Presentación de la canción, 12-11-2021)      |
| Rusia VGTRK             | «Mon Ami»                                     | Tanya Mezhentseva                   | Final Nacional, 26-10-2021                                                       |
| Rusia VGTRK             | «Mi amigo»                                    | Inglés, francés y ruso              | Final Nacional, 26-10-2021                                                       |
| Serbia RTS              | «Oči Deteta (Children's Eyes)» («Очи детета») | Jovana & Dunja                      | Selección interna, 5-10-2021 (Presentación de la canción, 28-10-2021)            |
| Serbia RTS              | «Los ojos de los niños»                       | Serbio                              | Selección interna, 5-10-2021 (Presentación de la canción, 28-10-2021)            |
| Ucrania UA:PBC          | «Vazhil» («Важіль»)                           | Olena Usenko                        | Final Nacional, 24-10-2021                                                       |
| Ucrania UA:PBC          | «Hacer palanca»                               | Ucraniano                           | Final Nacional, 24-10-2021                                                       |

#### Artistas que regresan
- Maléna: Iba a representar a Armenia en la edición anterior con la canción «Why?» antes de que el país se tuviera que retirar del festival a causa de la Ley Marcial por la segunda guerra del Alto Karabaj. También se debió al hecho de no poder tener el tiempo suficiente para presentar su candidatura para la modalidad adaptada que se tuvo la edición anterior a causa de la pandemia del COVID-19.
- Carla Lazzari: Representó a Francia en el Festival de la Canción de Eurovisión Junior 2019 con la canción «Bim Bam Toi», siendo la segunda candidatura del país desde su regreso en 2018. Ahora, regresa como presentadora de la gala de este año junto con Élodie Gossuin y Olivier Minne.
- Anna Kearney: Representó a Irlanda en el Festival de la Canción de Eurovisión Junior 2019 con la canción «Banshee», quedando en el puesto 12 con 73 puntos; este año regresa como corista.
- Tatyana Mezhentseva: Representó a Rusia junto con Denberel Oorzhak en el Festival de la Canción de Eurovisión Junior 2019 con la canción «Vremya Dlya Nas (A Time For Us)», quedando en el puesto 13 con 72 puntos.

### Países Retirados
- Bielorrusia: El 26 de Agosto de 2021, decidió retirarse, debido a la tensa situación política de éste país, pérdida de objetividad y libertad de prensa qué tuvieron qué suspender la emisión de la televisión pública.

## Festival

### Orden de actuación
| N.º | País                | Artista(s)                          | Canción                         | Lugar | Puntos |
| --- | ------------------- | ----------------------------------- | ------------------------------- | ----- | ------ |
| 01  | Alemania            | Pauline                             | «Imagine Us»                    | 17    | 61     |
| 02  | Georgia             | Niko Kajaia                         | «Let’s Count The Smiles»        | 4     | 163    |
| 03  | Polonia             | Sara James                          | «Somebody»                      | 2     | 218    |
| 04  | Malta               | Ike & Kaya                          | «My Home»                       | 12    | 97     |
| 05  | Italia              | Elisabetta Lizza                    | «Specchio (Mirror On The Wall)» | 10    | 107    |
| 06  | Bulgaria            | Denislava & Martin                  | «Voice Of Love»                 | 16    | 77     |
| 07  | Rusia               | Tanya Mezhentseva                   | «Mon Ami»                       | 7     | 124    |
| 08  | Irlanda             | Maiú Levi Lawlor                    | «Saor (Disappear)»              | 18    | 44     |
| 09  | Armenia             | Maléna                              | «Qami Qami»                     | 1     | 224    |
| 10  | Kazajistán          | Alinur Khamzin & Beknur Zhanibekuly | «Ertegı Älemı (Fairy World)»    | 8     | 121    |
| 11  | Albania             | Anna Gjebrea                        | «Stand By You»                  | 14    | 84     |
| 12  | Ucrania             | Olena Usenko                        | «Vazhil»                        | 6     | 125    |
| 13  | Francia             | Enzo                                | «Tic Tac»                       | 3     | 187    |
| 14  | Azerbaiyán          | Sona Azizova                        | «One Of Those Days»             | 5     | 151    |
| 15  | Países Bajos        | Ayana                               | «Mata Sugu Aō Ne»               | 19    | 43     |
| 16  | España              | Levi Díaz                           | «Reír»                          | 15    | 77     |
| 17  | Serbia              | Jovana & Dunja                      | «Oči Deteta (Children’s Eyes)»  | 13    | 86     |
| 18  | Macedonia del Norte | Dajte Muzika                        | «Green Forces»                  | 9     | 114    |
| 19  | Portugal            | Simão Oliveira                      | «O Rapaz»                       | 11    | 101    |

### Portavoces
| - Albania - Álex - Alemania - Venetia - Armenia - Karina Ignatyan (Representante de Armenia en el Festival de la Canción de Eurovisión Junior 2019) - Azerbaiyán - Suleyman - Bulgaria - Arianne - España - Lucía Arcos (Bailarina de Levi Díaz) - Francia - Angélina Nava (Representante de Francia en el Festival de la Canción de Eurovisión Junior 2018) - Georgia - Sandra Gadelia (Representante de Georgia en la edición anterior) - Irlanda - Rueben Levi Hackett | - Italia - Céleste - Kazajistán - Zere - Macedonia del Norte - Fendi - Malta - Eden - Países Bajos - Matheu Hinzen (Representante de Países Bajos en el Festival de la Canción de Eurovisión Junior 2019) - Polonia - Matylda - Portugal - Manon - Rusia - Liza Gureeva - Serbia - Katie - Ucrania - Oleksandr Balabanov (Representante de Ucrania en la edición anterior) |

#### Máximas puntuaciones
| N° | A                   | De                                          |
| -- | ------------------- | ------------------------------------------- |
| 3  | Francia             | Países Bajos, Georgia, Serbia               |
| 3  | Georgia             | Armenia, Francia, Malta                     |
| 3  | Rusia               | Azerbaiyán, Kazajistán, Macedonia del Norte |
| 2  | Armenia             | Polonia, Portugal                           |
| 2  | Azerbaiyán          | Italia, Ucrania                             |
| 2  | Polonia             | Alemania, Irlanda                           |
| 2  | Ucrania             | Bulgaria, España                            |
| 1  | Kazajistán          | Rusia                                       |
| 1  | Macedonia del Norte | Albania                                     |

### Despliegue de votaciones
| Pos. | Jurado              | Puntos |
| ---- | ------------------- | ------ |
| 1    | Francia             | 120    |
| 2    | Polonia             | 116    |
| 3    | Armenia             | 115    |
| 4    | Azerbaiyán          | 109    |
| 5    | Georgia             | 104    |
| 6    | Rusia               | 74     |
| 7    | Kazajistán          | 64     |
| 8    | Ucrania             | 62     |
| 9    | Italia              | 60     |
| 10   | Macedonia del Norte | 55     |
| 11   | Malta               | 47     |
| 12   | Albania             | 45     |
| 13   | Bulgaria            | 39     |
| 14   | España              | 30     |
| 15   | Serbia              | 24     |
| 16   | Alemania            | 15     |
| 17   | Países Bajos        | 9      |
| 18   | Portugal            | 9      |
| 19   | Irlanda             | 5      |

| Pos. | Votación en línea   | Puntos |
| ---- | ------------------- | ------ |
| 1    | Armenia             | 109    |
| 2    | Polonia             | 102    |
| 3    | Portugal            | 92     |
| 4    | Francia             | 67     |
| 5    | Ucrania             | 63     |
| 6    | Serbia              | 62     |
| 7    | Georgia             | 59     |
| 8    | Macedonia del Norte | 59     |
| 9    | Kazajistán          | 57     |
| 10   | Rusia               | 50     |
| 11   | Malta               | 50     |
| 12   | Italia              | 47     |
| 13   | España              | 47     |
| 14   | Alemania            | 46     |
| 15   | Azerbaiyán          | 42     |
| 16   | Albania             | 39     |
| 17   | Irlanda             | 39     |
| 18   | Bulgaria            | 38     |
| 19   | Países Bajos        | 34     |

## Otros países
Para que un país sea elegible como potencial participante del Festival de Eurovisión Junior, necesita ser miembro activo de la UER. Sin embargo, se reserva el derecho a invitar a miembros asociados, como es el caso de la SBS o ABC de Australia, que participaron regularmente desde 2015 a 2019 o la o Khabar de Kazajistán, actual participante y debutante en 2018.

### Miembros activos de la UER
- Australia: SBS informó el 7 de agosto de 2021 en unas declaraciones que siempre intentarán ofrecer más Eurovisión a su audiencia, por lo que dejó la puerta abierta a su participación en esta edición. El 25 de agosto de 2021, ABC anunció que se desvinculaba de la participación australiana; pero todavía quedaba la posibilidad de que SBS participara.[60] Finalmente, el 27 de agosto de 2021 anunció que no regresaría en esta edición debido a las restricciones de viaje actuales.Participo por última vez en el 2019.[61][62]

- Austria: Anunció el 14 de junio de 2021 que no debutaría en esta edición.[63]

- Bélgica: VRT ya había anunciado el 7 de abril de 2021 que no regresaría en esta edición. Todavía quedaba la emisora francófona RTBF por dar su respuesta para la participación y retorno de Bélgica en la edición de 2021. Sin embargo el 28 de junio de 2021, la directora de la emisora francófona decidió también no participar en el concurso ante la negativa de VRT y también dijo que el festival es costoso de momento, incluso se suma la falta de interés de las 2 emisoras, según medios informativos. Por lo tanto, el país queda un año más fuera del concurso infantil.Belgica participo en el festival por última vez en el año 2012[64]

- Chipre: Anunció el 25 de agosto de 2021 que no regresaría en esta edición.Participo por última vez en el año 2017.[65][66]

- Croacia: Anunció el 30 de agosto de 2021 que no regresaría en esta edición.Participo por última vez en el año 2014.[67]

- Escocia: La cadena BBC Alba declaró el 24 de febrero de 2021 que no iban a debutar en 2021.[68]

- Eslovaquia: Anunció el 18 de junio de 2021 que no debutaría en esta edición. A pesar de haber dicho que no había cerrado las puertas a Eurovisión Junior, RTVS descartó concursar en el concurso infantil este año.[69]

- Eslovenia: Anunció el 9 de julio que no regresaría en esta edición.Participo por última vez en el año 2015.[70]

- Estonia: Anunció el 8 de junio de 2021 que no debutaría en esta edición.[71]

- Finlandia: Anunció el 2 de abril de 2021 que no debutaría en esta edición.[72]

- Gales: La cadena galesa S4C anunció el 17 de febrero de 2021 por Twitter que no participaría en esta edición.Participo por última vez en el año 2019.[73]

- Grecia: Anunció el 9 de julio que no regresaría en esta edición.Participo por última vez en el año 2008.[74]

- Israel: Anunció el 11 de junio de 2021 que no regresaría a esta edición.Participo por última vez en el año 2018.[75][76]

- Letonia: Anunció el 3 de junio de 2021 que no regresaría en esta edición.Participo por última vez en el año 2011.[77]

- Lituania: Anunció el 29 de junio de 2021 que no regresaría en esta edición. Los motivos dados por el director general de LRT fueron que la emisora se ausentó por los costes inviables y la baja audiencia que tenían mientras participaban en dicho concurso. Por lo tanto, Lituania queda un año más fuera del concurso infantil.Participo por última vez en el año 2011.[78]

- Moldavia: Anunció el 16 de junio de 2021 que no regresaría en esta edición.Participo por última vez en el año 2013.[79]

- Noruega: El 22 de febrero de 2021 la cadena NRK anunció por Twitter que sería muy difícil que el país regresase al concurso.[80] Finalmente, el 2 de abril de 2021, NRK confirmó que no volverían en esta edición.Participo por última vez en el año 2005.[81]

- República Checa: Anunció el 6 de abril de 2021 que no debutaría en esta edición.[82]

- Rumania: Anunció el 7 de julio de 2021 que no regresaría en esta edición.Participo por última vez en el año 2009.[83]

- San Marino: Anunció el 22 de junio de 2021 que no regresaría en esta edición.Participo por última vez en el año 2015.[84][85]

- Suecia: Anunció el 10 de mayo de 2021 que no regresaría en esta edición.Participo por última vez en el año 2014.[86]

- Suiza: Anunció el 26 de abril de 2021 por Twitter que no regresaría en esta edición.Participo por última vez en el año 2004.[87]
- Marruecos Anuncio el 22 de mayo de 2021 que no debutaría en esta edicion pero no descarta en una de las próximas, el jefe general de la delegación dijo que ya estaban ahorrando para su participación
- Montenegro El jefe de la delegación anunció el 4 de mayo que no volvería a esta edición.Participo por última vez en el año 2015
- Bosnia y Herzegovina El jefe de la delegación se retiró debido a su mal resultado y también debido a su crisis financiera
- Turquía Anuncia el 6 de junio de 2021 por twitter que no debutaría en esta edición, han estado hablando del tema

### Países no miembros de la UER
- Bielorrusia: Aunque Bielorrusia había participado en todas las ediciones de Eurovisión Junior antes de 2021, la emisora del país BTRC fue suspendida de la UER el 28 de mayo de 2021.[88][89][90] A partir del 1 de julio de 2021, BTRC fue oficialmente suspendida de todos los festivales organizados por la UER hasta el 1 de julio de 2024.[6] No obstante, la suspensión de BTRC estará sujeta a revisiones periódicas en las reuniones del grupo ejecutivo de la UER, por lo que su participación no estaría del todo cerrada.[5]

## Curiosidades
- Es la primera vez que Kazajistán manda un dueto masculino, siendo este el primero en la historia del festival.
  - El dueto kazajo de Alinur y Beknur se formó de forma inesperada ya que ambos cantantes que compitieron en la final nacional como solistas, quedaron empatados con un puntaje de 30,5%. Debido a esto, los jueces decidieron que ambos vayan pero con la canción de Alinur, pues esta es la que quedó primera en la tabla de posiciones.
- Es la primera vez que Malta manda un dueto mixto.
- Es la primera vez España baja del top 4 en toda su historia.
- Es la primera vez que Macedonia del Norte manda un cuarteto mixto.
- Esta edición marca el regreso de las actuaciones en vivo, ya que el año pasado todas las actuaciones fueron pregrabadas remotamente debido a las restricciones de viaje de la pandemia del COVID-19.
- Es la primera vez en este festival que Bielorrusia no participa, pues su radiodifusora oficial había sido vetada de la UER por ataques a la libertad de prensa del país.
- Es la primera vez que Portugal lleva un tema con su género tradicional, el Fado.
- Es la primera vez que Albania e Italia incluyen bailarines en sus actuaciones.
- Es la primera vez que Países Bajos manda una chica solista desde 2015.
- Países Bajos quedó en decimonovena posición, su peor posición desde el 2015.
- La representante ucraniana Olena Usenko, ya había intentando representar al país en 2020, quedando en segunda posición en la final nacional.
- Una de los representantes malteses, Kaya Gouder Curmi, había intentado representar al país en 2020 como solista.
- En su emisión para Azerbaiyán, sus comentaristas hablaron durante la actuación de Armenia.
- Tanto Levi Díaz (España) como Simão Oliveira (Portugal), fueron elegidos como representantes respectivos después de ganar las versiones locales de The Voice Kids. La diferencia es que Simão fue elegido directamente por RTP justo después de la final mientras que RTVE confirmó a Levi unos meses después.